# 古藤千鶴
古藤 千鶴（ことう ちづる、1982年10月8日 - ）は、日本の元女子バレーボール選手。

## 来歴
長崎県西彼杵郡長与町出身。実姉の影響で小学2年でバレーボールを始める。
長崎女子高校時代は主にミドルブロッカーだった。
卒業後、実姉の古藤あやかが所属していた当時地域リーグ所属（2002年にV1リーグ昇格）のPFUに入団し、PFUでセッターに転向した。
2006年よりチームの主将を務め、2008/09チャレンジリーグにおいて初優勝に貢献し、最優秀選手賞を獲得した。
2009年6月、Vプレミアリーグの久光製薬スプリングスに移籍。2011年8月に元所属のPFU社員と結婚。
プレミアリーグ2012/13シーズンでは、主将としてチームを6年ぶりの優勝に導き、自らもベスト6に輝いた。
2014年4月、久光製薬の二連覇に貢献し、同月日本代表に初選出された。
2017年3月、チャレンジリーグとプレミアリーグでの出場試合数が230をこえ、Vリーグ栄誉賞（長期活躍選手）を受賞した。
2016年以降、世代交代のため中大路絢野（現・小島）や栄絵里香の出場が中心となり控えに回ることが多くなったが、チームが苦しい状況になれば先発に戻り、ファイナルでも先発を務めた。しかし、自身がいることで他のセッターが経験を積めなくなるようではまずいと思うようになり、2018/19シーズンでの引退を決断。最後のシーズンもファイナルでゴールデンセットの末東レアローズに勝ち優勝し、有終の美を飾った。
2019年6月引退。引退後は夫のところに戻り、指導者になるための勉強に取り組んでいる。また、元所属チームのPFUブルーキャッツのホームゲームで解説も務めている。

## 球歴
- 全日本代表 - 2014年-
  - バレーボールワールドカップ - 2015年 5位

## 所属チーム
- 町立長与北小（長与北小ファイターズ）
- 町立長与中
- 長崎女子高校
- PFUブルーキャッツ（2001-2009年）
- 久光製薬スプリングス（2009-2019年）

## 受賞歴
- 2007年 2006/07 Vチャレンジリーグ 敢闘賞
- 2009年 2008/09 Vチャレンジリーグ 最優秀選手賞
- 2013年 2012/13 Vプレミアリーグ ベスト6
- 2014年 2014AVCアジアクラブ選手権 ベストセッター[10]
- 2017年 Vリーグ栄誉賞（長期活躍選手）

## 個人成績
Vプレミアリーグレギュラーラウンドにおける個人成績は下記の通り。
| シーズン | 所属     | 出場 | 出場   | アタック | アタック | アタック | アタック | ブロック | ブロック | サーブ | サーブ | サーブ | サーブ | レセプション | レセプション | 総得点 | 備考 |
| -------- | -------- | ---- | ------ | -------- | -------- | -------- | -------- | -------- | -------- | ------ | ------ | ------ | ------ | ------------ | ------------ | ------ | ---- |
| シーズン | 所属     | 試合 | セット | 打数     | 得点     | 決定率   | 効果率   | 決定     | /set     | 打数   | エース | 得点率 | 効果率 | 受数         | 成功率       | 総得点 | 備考 |
| 2009/10  | 久光製薬 | 28   | 51     | 13       | 8        | 61.5%    | %        | 10       | 0.20     | 81     | 6      | 7.41%  | 15.4%  | 0            | 0.0%         | 24     |      |
| 2010/11  | 久光製薬 | 26   | 74     | 31       | 16       | 51.6%    | %        | 8        | 0.11     | 176    | 6      | 3.41%  | 11.3%  | 0            | 0.0%         | 30     |      |
| 2011/12  | 久光製薬 | 21   | 88     | 47       | 27       | 57.4%    | %        | 23       | 0.23     | 349    | 15     | 4.30%  | 14.1%  | 5            | 20.0%        | 65     |      |
| 2012/13  | 久光製薬 | 28   | 115    | 46       | 22       | 47.8%    | %        | 24       | 0.21     | 399    | 15     | 3.76%  | 12.0%  | 10           | 0.0%         | 61     |      |
| 2013/14  | 久光製薬 | 28   | 98     | 38       | 18       | 47.4%    | %        | 22       | 0.22     | 357    | 13     | 3.64%  | 13.0%  | 4            | 25.0%        | 53     |      |
| 2014/15  | 久光製薬 | 19   | 74     | 35       | 17       | 48.6%    | %        | 8        | 0.11     | 295    | 1      | 0.34%  | 9.5%   | 1            | 0.0%         | 26     |      |
| 2015/16  | 久光製薬 | 21   | 84     | 37       | 20       | 54.1%    | %        | 8        | 0.10     | 331    | 16     | 4.84%  | 13.9%  | 3            | 66.7%        | 44     |      |
| 2016/17  | 久光製薬 | 21   | 53     | 15       | 7        | 46.7%    | %        | 4        | 0.08     | 125    | 1      | %      | 8.8%   | 0            | 0.0%         | 12     |      |
| 2017/18  | 久光製薬 | 21   | 47     | 10       | 5        | 50.0%    | %        | 3        | 0.06     | 139    | 7      | %      | 12.8%  | 0            | 0.0%         | 15     |      |
| 2018/19  | 久光製薬 |      |        |          |          | %        | %        |          |          |        |        | %      | %      |              | %            |        |      |

※PFU在籍時のデータは、チャレンジリーグの為記載せず。